# Jorge Gurgel

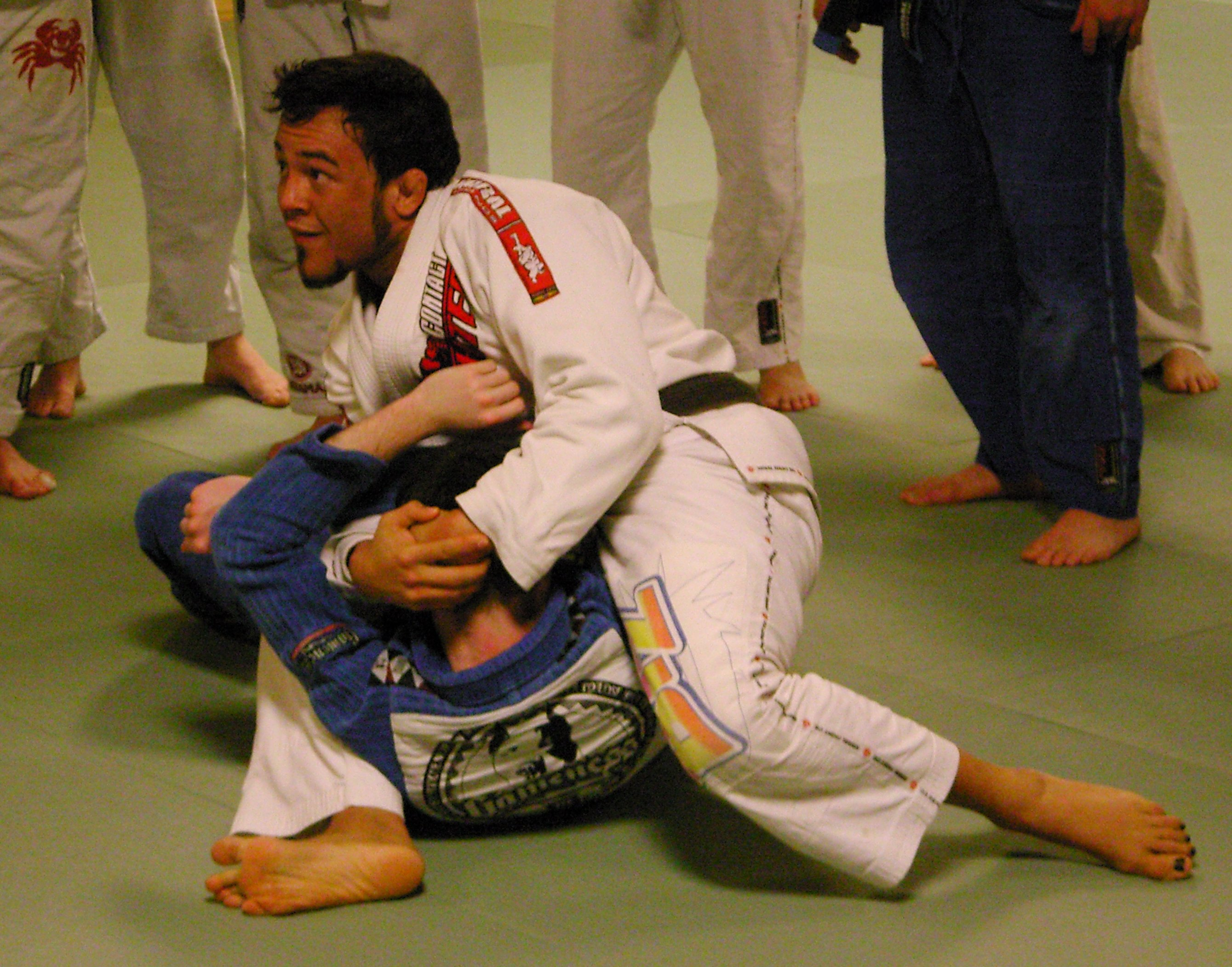
Jorge atuando em um seminário

Jorge Valente Gurgel (Fortaleza, 25 de janeiro de 1977) é uma lutador de artes marciais mistas brasileiro naturalizado norte-americano.